# Timok (sit SCI)
Timok este o arie protejată (sit de importanță comunitară — SCI) din Bulgaria întinsă pe o suprafață de 457,65 ha, integral pe uscat.

## Localizare
Centrul sitului Timok este situat la coordonatele 44°11′48″N 22°38′47″E / 44.1968°N 22.6463°E.

## Înființare
Situl Timok a fost declarat sit de importanță comunitară în martie 2007 pentru a proteja 17 specii de animale.

## Biodiversitate
Situată în ecoregiunea continentală, aria protejată conține 5 habitate naturale: Dune continentale panonice, Râuri cu maluri nămoloase cu vegetație de Chenopodion rubri p.p. și Bidention p.p., Pajiști uscate seminaturale și facies de acoperire cu tufișuri pe substraturi calcaroase (Festuco-Brometalia) (* situri importante pentru orhidee), Păduri aluvionare cu Alnus glutinosa și Fraxinus excelsior (Alno-Padion, Alnion incanae, Salicion albae), Păduri mixte riverane de Quercus robur, Ulmus laevis și Ulmus minor, Fraxinus excelsior sau Fraxinus angustifolia, de-a lungul marilor râuri (Ulmenion minoris).
La baza desemnării sitului se află mai multe specii protejate:
- amfibieni (2): buhai de baltă cu burta roșie (Bombina bombina), triton cu creastă dobrogean (Triturus dobrogicus)
- mamifere (4): hamster românesc (Mesocricetus newtoni), liliac cu aripi lungi (Miniopterus schreibersii), liliac cu picioare lungi (Myotis capaccinii), liliacul mare cu potcoavă (Rhinolophus ferrumequinum)
- nevertebrate (2): rădașcă (Lucanus cervus), Rosalia alpina
- pești (7): avat (Aspius aspius), Cobitis elongata, zvârluga (Cobitis taenia), răspăr (Gymnocephalus schraetzer), boarță (Rhodeus amarus), porcușor de șes (Romanogobio vladykovi), dunăriță (Sabanejewia aurata)
- reptile (2): țestoasa de baltă (Emys orbicularis), țestoasă bănățeană (Testudo hermanni)

Pe lângă speciile protejate, pe teritoriul sitului au mai fost identificate 11 specii de plante, 4 specii de amfibieni, 3 specii de pești, 7 specii de reptile.